# الانتخابات العامة في دومينيكا 2022
أُجريت الانتخابات العامة المفاجئة في دومينيكا في 6 ديسمبر 2022. أُعلن فوز حزب العمل DLP بـ 19 مقعدًا، وفاز المستقلون بمقعدين.

## خلفية
في 6 نوفمبر 2022 (بعد ثلاثة أيام من يوم الاستقلال)، دعا رئيس الوزراء روزفلت سكيريت إلى إجراء انتخابات مبكرة "لضمان التجديد المستمر" لحكومته. على أن يبدأ الترشيح في 18 نوفمبر، والانتخابات نفسها في 6 ديسمبر. أعلن حزب العمل الحاكم (DLP) عن مرشحيه في 8 نوفمبر.
نشرت أحزاب المعارضة، بما في ذلك الحزبان الحاكمان السابقان حزب العمال المتحد (UWP)و حزب الحرية (DFP)، ومنظمات المجتمع المدني، رسالة مفتوحة في 9 نوفمبر تدين دعوة سكيريت لإجراء انتخابات. قدم المراقبون الخارجيون، بما في ذلك منظمة الدول الأمريكية وأمانة الكومنولث ومنظمة كاريكوم ومحكمة العدل الكاريبية، توصيات لإصلاح الانتخابات في دومينيكا من أجل تهدئة المخاوف من تزوير إرادة الناخبين، وأسباب أخرى. بحلول عام 2022، لم يكن سكيريت قد نفذ أي شيء. في ضوء هذا الوضع، قرر حزب العمال المتحد وحزب الحرية مقاطعة الانتخابات ودعوا الرئيس تشارلز سافارين إلى عقد الجمعية. وفي رسالة منفصلة، أشارت مؤسسة Nature Island Dominica غير الحزبية للحريات المدنية (NIDCLF) إلى وجود مخالفات في الانتخابات السابقة التي حدثت بسبب الافتقار إلى الإصلاحات.
أعلن حزب Team Unity Dominica (TUD) (الذي يبلغ من العمر ثلاثة أشهر ولم يوقع على الرسالة المفتوحة)، عن استعداده لمواجهة حزب العمل الحاكم DLP، وطلب الدعم من أحزاب المعارضة الأخرى. كما ادعى الأمين العام لحزب TUD، أليكس برونو، أنه كان على اتصال بمنشقين محتملين من الحزب الحاكم. كما أعلن المرشحون المستقلون عن خططهم لخوض الانتخابات.
وأشار عالم السياسة بيتر ويكهام إلى أن الدعوة لإجراء انتخابات جاءت بعد وقت قصير من استقالة زعيم حزب العمال المتحد، حتى يتجنب سكيريت المنافسة من زعيم معارض جديد.

## النظام الانتخابي
يجري انتخاب الأعضاء الـ 21 المنتخبين في مجلس النواب في دوائر انتخابية ذات عضو واحد بموجب تصويت الفائز الأكثر أصواتًا. وهناك تسعة أعضاء آخرين إما تنتخبهم الجمعية بعد اجتماعها أو يعينهم الرئيس (خمسة بناءً على مشورة رئيس الوزراء وأربعة بناءً على مشورة زعيم المعارضة) ليكونوا أعضاء في مجلس الشيوخ، ثم تختار الجمعية الرئيس، ويُعين الرئيس رئيس الوزراء.

## النتائج
وفقًا للنتائج الأولية فقد فاز حزب العمل DLP بـ 19 مقعدًا، وفاز المستقلون بمقعدين.
| الحزب                    | الحزب               | الأصوات | %      | المقاعد | +/–  |
| ------------------------ | ------------------- | ------- | ------ | ------- | ---- |
|                          | حزب العمل           | 15٬114  | 83.24  | 19      | +1   |
|                          | Team Unity Dominica | 153     | 0.84   | 0       | جديد |
|                          | مستقلون             | 2٬891   | 15.92  | 2       | جديد |
| المجموع                  | المجموع             | 18٬158  | 100.00 | 21      | 0    |
|                          |                     |         |        |         |      |
| المصدر: Electoral office |                     |         |        |         |      |